# Peter Jacobi (Künstler)

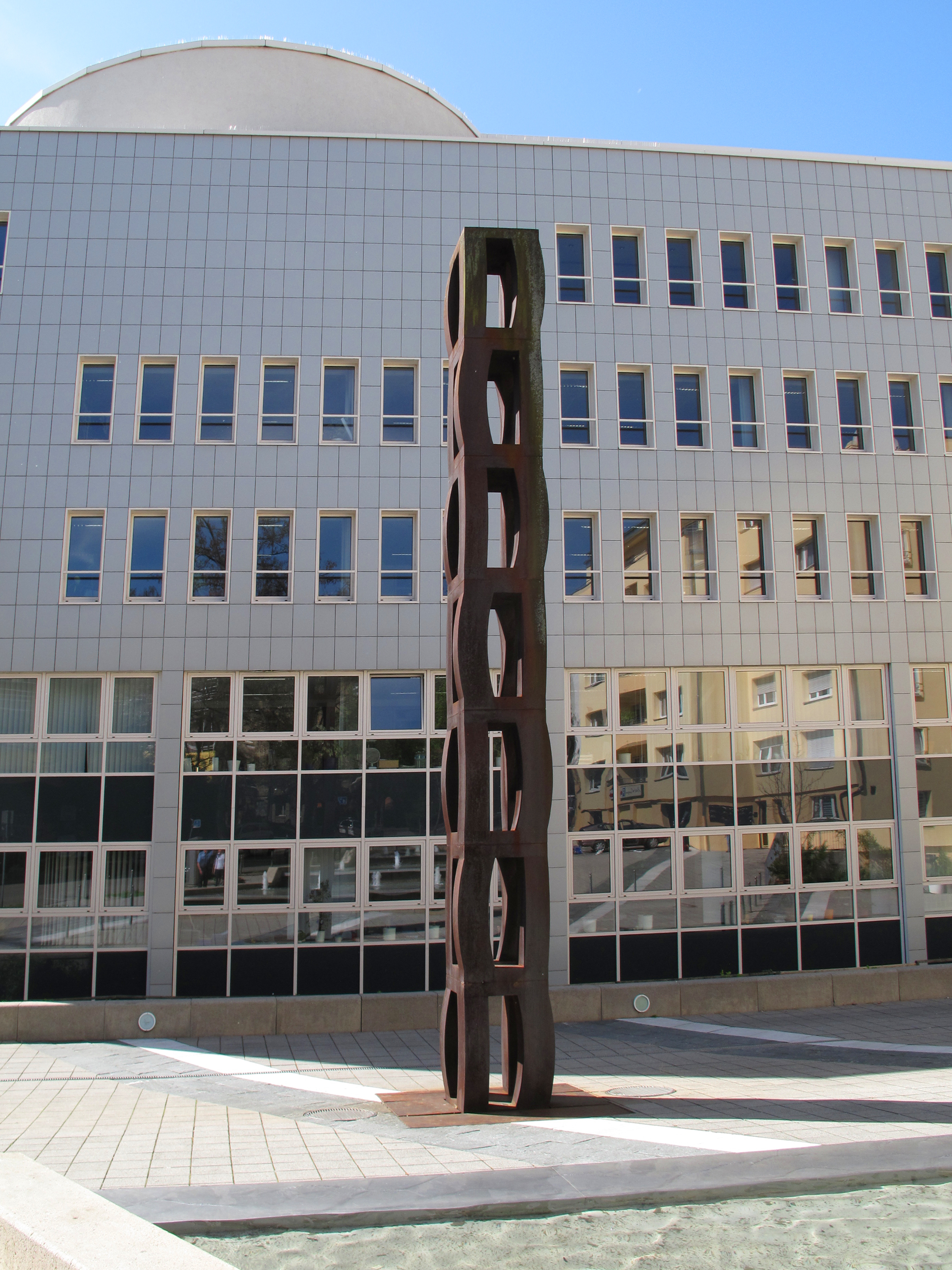
Skulptur Modulare Säule (1990/92), Pforzheim

Peter Jacobi (* 11. November 1935 in Ploiești, Rumänien) ist ein deutscher Bildhauer und Fotograf.

## Leben
Jacobi studierte in den Jahren von 1955 bis 1961 Bildhauerei an der Kunstakademie in Bukarest, wo er seine spätere Ehefrau Ritzi Jacobi kennen lernte. 1966 heiratete das Künstlerpaar, das bis zur Trennung Ende 1987 zusammen arbeitete.
Seine erste Einzelausstellung hatte er 1965 in der Simeza Galerie, Bukarest. 1970 siedelte er nach Deutschland über und erhielt die deutsche Staatsbürgerschaft. Von 1971 bis zu seiner Pensionierung 1998 hatte er eine Professur an der Hochschule für Gestaltung Pforzheim inne. Er nahm unter anderem an der 9. Biennale von Antwerpen im Middelheim Museum 1967 teil und an der 12. Biennale von São Paulo 1973 (mit Ritzi Jacobi). In den 1990er Jahren stellte er wieder in Rumänien aus, unter anderem in Bukarest, Craiova, Brașov, Hermannstadt und Timișoara.
Jacobi ist Mitglied im Künstlerbund Baden-Württemberg. Er lebt und arbeitet in Wurmberg. 2019 kam er mit der Aktivistin Laura Halding-Hoppenheit zusammen, mit der er seit 2023 verheiratet ist.

### Auszeichnungen
- 1973 Preis Arte Communication der Biennale von São Paulo[4]
- 1976 zusammen mit Ritzi Jacobi den Staatspreis Gestaltung Kunst Handwerk des Landes Baden-Württemberg
- 2002 Preis Ion Andreescu der Rumänischen Akademie (anlässlich der Retrospektive in der Rumänischen Nationalgalerie)[5]
- 2003 Siebenbürgisch-Sächsischer Kulturpreis der Landsmannschaften der Siebenbürger Sachsen in Deutschland und in Österreich
- 2008 Erich-Heckel-Preis des Freundeskreises des Künstlerbunds Baden-Württemberg, für sein Lebenswerk[6]
- 2016 Rumänischer Orden Kulturverdienste, im Range eines Offiziers, Kategorie Bildende Künste[7]
- 2020 Constantin Brâncuși-Nationalpreis[8]

### Einzelausstellungen (Auswahl)
Zu den mit „K“ gekennzeichneten Ausstellungen erschien ein Katalog, bei den mit * gekennzeichneten handelt es sich um Gemeinschaftsarbeiten von Peter und Ritzi Jacobi.
- 1970 Biennale Venedig, Rumänischer Pavillon*
- 1971 Städtisches Museum, Regensburg; Märkisches Museum, WittenK,*
- 1976/77 Kunsthalle MannheimK,*
- 1977 Staatliche Kunsthalle Baden-BadenK,*
- 1978 Museum Bellerive, Zürich*,mit Broschüre
- 1980 Nationalgalerie von Victoria, Melbourne / Nationalgalerie von Westaustralien, Perth [Wanderausstellung]K,*
- 1981 Institute of Arts, Detroit / Museum of Contemporary Arts, Chicago / The Los Angeles County Museum of Art [Wanderausstellung]K,*
- 1982 Nordjyllands Kunstmuseum, Aalborg; Liljevachs Konstholl, StockholmK,*
- 1984 Musée d’art moderne de la Ville de ParisK,*
- 1984 Month of Photography, Bratislava
- 1993 ONDEA, Bukarest [Wanderausstellung]K
- 1994 Muzeul de Arta, Brașov (Kronstadt) / Muzeul National de Arte, Brukenthal Sibiu (Hermannstadt) / Muzeul Judetean, Bistrița (Bistritz) / Muzeul de Arta, Cluj-Napoca (Klausenburg) / Muzeul Banatului, Timisoara (Temeschwar) [Wanderausstellung]
- 1999 Polnisches Museum der Gegenwartsskulptur in Oronsko / Kunstforum Ostdeutsche Galerie, Regensburg [Wanderausstellung]K
- 2002 Muzeul Național de Artă al României, BukarestK
- 2006 Stiftung für Konkrete Kunst Roland Phleps, Freiburg im Breisgau
- 2007 Muzeul Național de Istorie a României, Bukarest
- 2009 Donauschwäbisches Zentralmuseum, Ulm, und Kulturzentrum am Gasteig, München
- 2010/11 Peter Jacobi: Skulpturales Sehen, Kunstverein Pforzheim, Reuchlinhaus [Wanderausstellung]K
- 2022/23 Memoria. Denk- und Mahnmale des Bildhauers Peter Jacobi, Siebenbürgisches Museum, Gundelsheim[9]
- 2024 Peter Jacobi. Erinnerung wird Form – Skulpturen, Reliefs, Fotografien. Galerie im Prediger, Schwäbisch Gmünd, 26. April bis 20. Oktober 2024[8]

## Werk
Von 1964, als sich Ritzi (1941–2022) und Peter Jacobi in Bukarest kennenlernten, bis Mitte der 1980er Jahre arbeiteten beide als Künstlerpaar zusammen. In den 1960er und 1970er Jahren wurden sie für ihre textilen Wandreliefs bekannt, später rückten Arbeiten aus Fasern, Papier und Stein in den Fokus.
Ab 1979 wendete sich Jacobi der Schwarz-Weiß-Fotografie zu und hielt noch sichtbare Spuren des Westwalls – Bunker, Gräben und Panzersperren – fotografisch fest.
Nach der Wende bereiste Jacobi Siebenbürgen, wo er insbesondere den teils desolaten Zustand der transsylvanischen Wehrkirchen nach dem Wegzug der deutschstämmigen Bevölkerung detailliert und eindringlich fotografisch dokumentierte und in zwei Fotobänden als schützenswertes kulturelles Erbe präsentierte.
Ein wesentlicher Teil seines Werks kreist um Themen wie Zeit, Erinnern, Erinnerung und Zweiter Weltkrieg. Als sein bedeutendstes Projekt erachtet Jacobi sein Memorial für die Opfer des Holocaust in Rumänien in Bukarest (2009). Von der rumänischen Regierung in Auftrag gegeben, gedenkt es der Opfer des faschistischen rumänischen Regimes unter Ion Antonescu. Das zurückhaltende, offene Konzept des Monuments, das in der Schwebe bleibt zwischen Artikulation und Nicht-Artikulation, lässt dem Betrachter Raum für eigene Reflexionen und Empfindungen.
Jacobis skulpturales Werk ist bestimmt durch geometrisch-abstrakte Formen, zumeist arbeitet er in den Materialien Stahl, Beton, Schiefer, Bronze und Eisen.

„The column remains the geometric principle throughout his memorials, as a tangible connection between place, history and transcendence.“

### Werke im öffentlichen Raum (Auswahl)
Etliche der Skulpturen Jacobis sind im öffentlichen Raum aufgestellt:
- Bodenrelief, Inliegend (1980). Grauer Granit, Sammlung Stadt Lahr, Marktplatz
- Vorstudie zu 'Wurmberger Säule' (1981–1982). Schmuckmuseum Pforzheim
- Italienische Säule (1981–1982), Bronzeblech, Stadtzentrum von Wurmberg
- Offene Konstruktion (1984). Stahl, 420 cm hoch, Sammlung Waldskulpturenpark Peking
- Resurrection (1986–1989). Stahl lackiert, 420 cm hoch, Stuttgart-Stammheim
- Construct / Deconstruct (1999). V2A-Stahl, 310 cm hoch. Yuzi Paradise Skulpturenpark, Guilin / Süd-China
- Holocaust-Memorial (2009). Bukarest
- Modulare Säule (2010–2011). Schmuckmuseum Pforzheim
- Modulare Säule mit 24 Modulen (2012). Corten-Stahl, 12 m hoch. Skulpturenpark der Stadt Wuhu / China
- dreiteilige Installation, Passage der Volksbank-Zentrale, Pforzheim
- Granit-Brunnen, Wurmberg
- Granit-Brunnen, Rathaus der Gemeinde Wimsheim
- Resurrection. Beton, Edelstahl bewehrt, 410 cm hoch, Sibelius Park, Helsinki

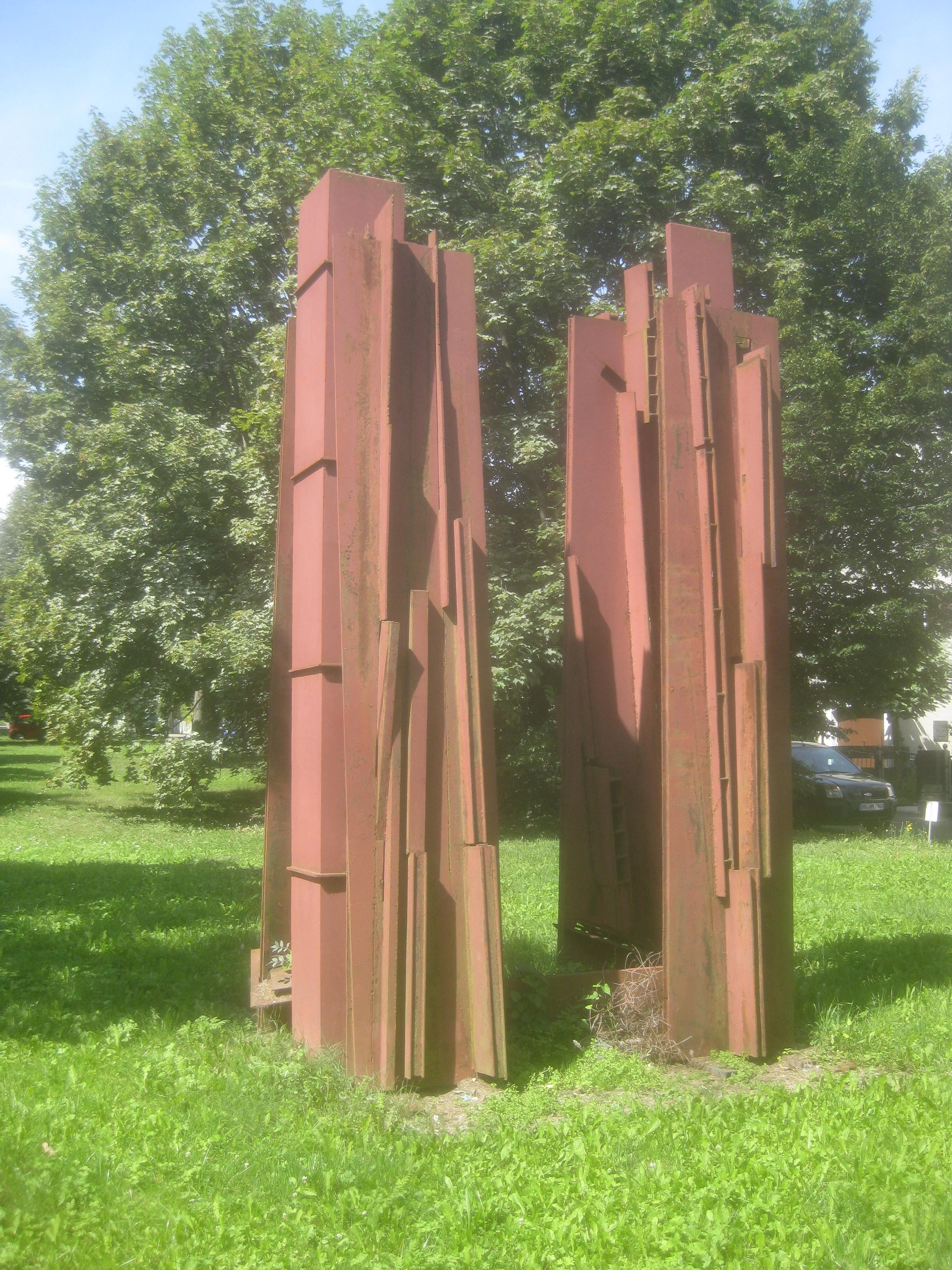
Resurrection (1986–1989), Stuttgart-Stammheim
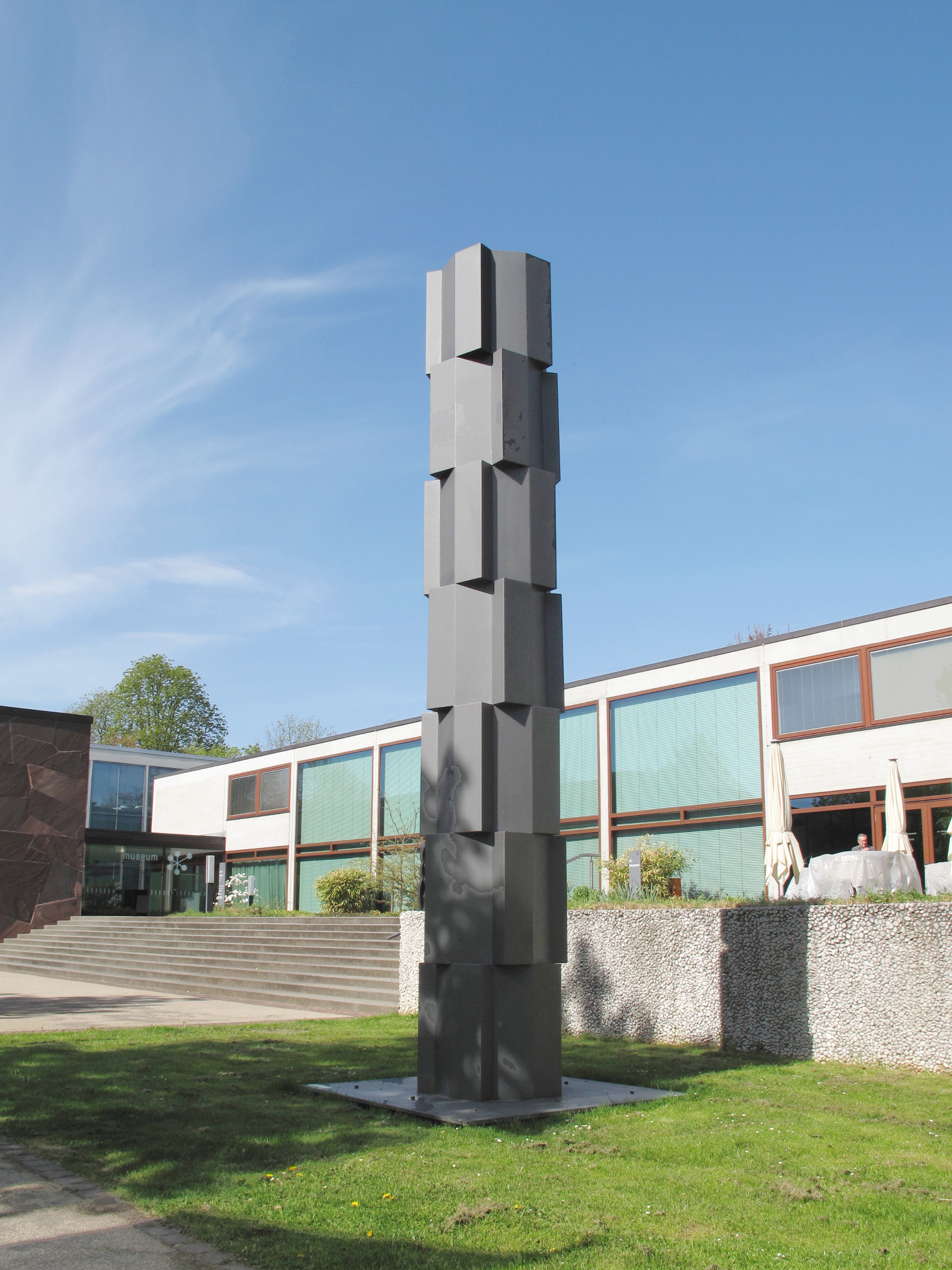
Vorstudie zur Wurmberger Säule (1981–1982), Stadtgarten Pforzheim
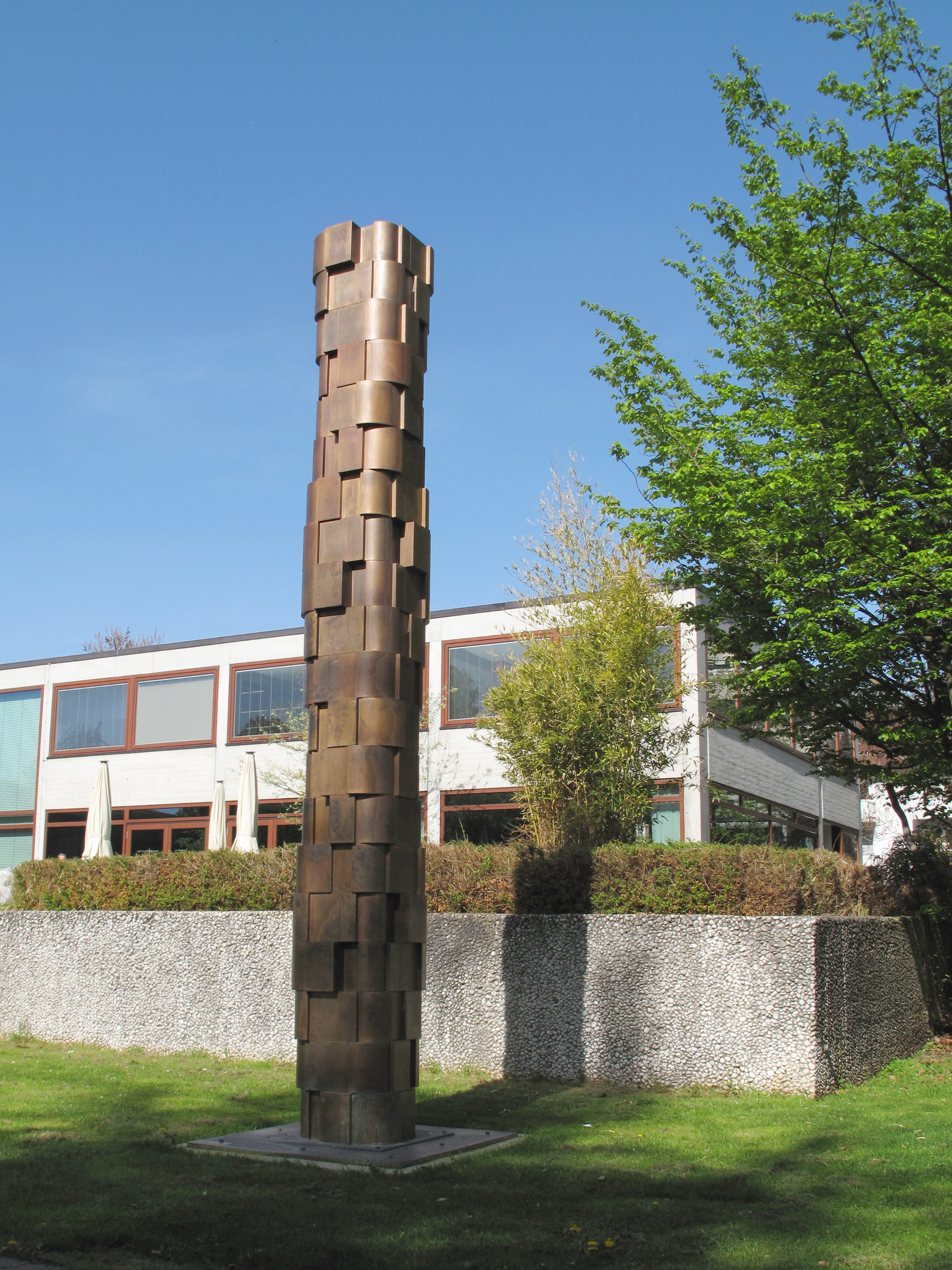
Modulare Säule (2010–2011), Stadtgarten Pforzheim

### Publikationen
- Siebenbürgen – Bilder einer Reise – Wehr- und Kirchenburgen. Ein Bericht: Pelegrin prin Transilvania. Wort + Welt + Bild, 2007
- Siebenbürgen – Bilder einer Reise II: Wehr- und Kirchenburgen – Stillleben nach dem Exodus. Schiller Verlag, 2017